# Glimbæk
Glimbæk (dansk) eller Glimbek (tysk) var en å ved Flensborg i det nordlige Tyskland, som løb gennem Glimbekdalen ud i Flensborg Fjord. Ved Glimbækkens munding i fjorden stod i middelalderen byens forsvarstårn. Tårnet indgik senere i Flensborg byvåben. 
Glimbækken havde sit udspring i Moseløkken mellem det nuværende Moltkegade og Nerongs Allé på højdedraget vest for bymidten, gik mod Borgpladsen og strømmede herfra ned mod fjorden. Åen dannede i middelalderen byens grænse mod nord. Senere blev byen udvidet mod nord og åen mistede sin betydning som bygrænse. I stedet markerede åen nu grænsen mellem Vor Frue (Sankt Mariæ)-kvarteret omkring Nørretorv og Ramsherreds-kvarteret (Skt. Gertruds Sogn) omkring Nørregade i den indre by. I 1900 blev åen kanaliseret og overbygget af Toosbygade.